# Западный Котлин
Западный Котлин — государственный природный заказник регионального значения на острове Котлин в Финском заливе, на территории Кронштадтского района Санкт-Петербурга. Образован постановлением правительства Санкт-Петербурга № 648 от 26 июня 2012 года. Занимает площадь 102 гектара на западной оконечности острова. Природными объектами на территории заказника, представляющими особую ценность, являются псаммофитные растительные сообщества на песчаных побережьях, береговые валы и черноольховые леса.

## Рельеф

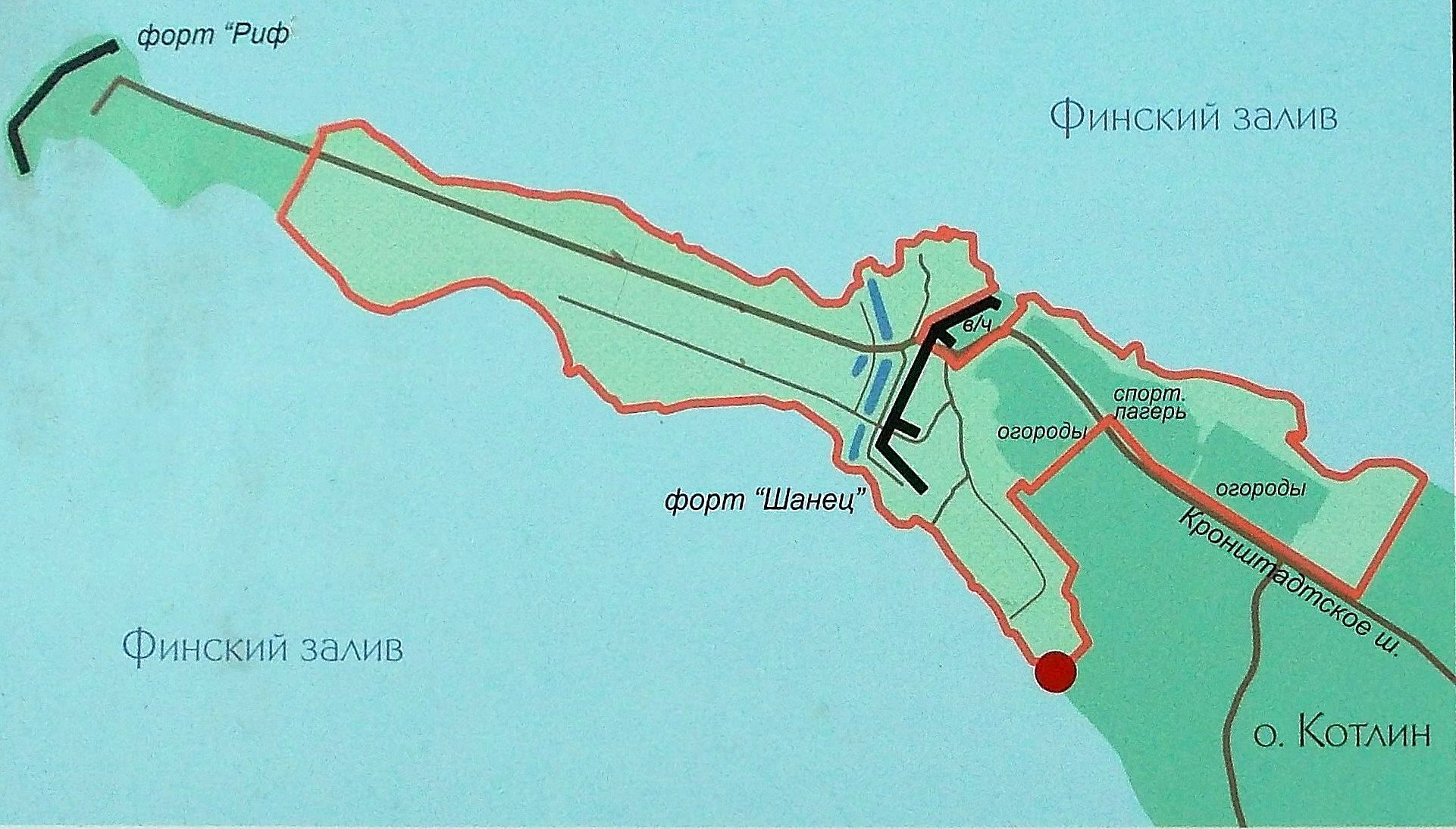
Заказник на карте западной части острова Котлин

Западная оконечность Котлина является наиболее низменной частью острова, с высотами, не превышающими 2 метра над уровнем моря, береговыми валами и переувлажнённым понижением в центре. Искусственные формы рельефа территории — дороги и земляные валы фортов высотой до 12 метров — в несколько раз выше естественных форм рельефа. При частых наводнениях вся западная оконечность острова, кроме искусственных сооружений и насыпей, оказывается залитой водой.
Очертания береговой линии этой части острова постоянно изменяются: вследствие естественных процессов намыва грунта формируются песчаные пляжи, а в местах размыва берегов в основном образуются галечные пляжи.
От форта Шанц на запад по заказнику проходит пешеходная зона Кронштадтского шоссе.

## Климат
Климат считается переходным от морского к умеренно-континентальному, характеризуется наиболее тёплыми зимами и продолжительным вегетационным периодом на территории Санкт-Петербурга. Наибольшее влияние на заказник оказывают воздушные массы, формирующиеся над Атлантикой, меньшее — арктические и с юго-востока. Летом господствуют западные ветры со средней скоростью 4,3 м/с, а зимой — юго-западные и юго-восточные со средней скоростью 4,9 м/с. Погода на острове непостоянная в связи с чередованием циклонов и антициклонов. Температуры в среднем выше, чем в других местах Санкт-Петербурга: среднегодовая температура воздуха составляет 4,3 °С. Среднегодовое количество осадков составляет 637 мм. Среднее число дней со снежным покровом — 122. Среднегодовая влажность воздуха составляет 82%.

## Фауна
Герпетофауна заказника состоит из 4 видов земноводных (обыкновенный тритон, остромордая, травяная и озёрная лягушки, при этом последняя известна по единичным находкам) и одного вида пресмыкающихся — живородящей ящерицы. Ещё один вид, обыкновенный уж, в последний раз встречался на территории острова в 1921 году, и в настоящее время считается здесь вымершим.
На территории заказника и прилегающей к ней акватории отмечено 144 вида птиц, в том числе 32 вида, занесённых в Красную книгу Санкт-Петербурга, 25 — занесённых в Красную книгу Ленинградской области, и 8 — занесённых в Красную книгу России.
Фауна млекопитающих представлена 18 достоверно обитающими и двумя возможно встречающихся видами. Среди них 6 занесены в Красную книгу Санкт-Петербурга (двухцветный кожан, лесной нетопырь, ночница Брандта и прудовая ночница, а также кольчатая нерпа и серый тюлень). Кольчатая нера и серый тюлень занесены также в Красную книгу России.

## Фотографии

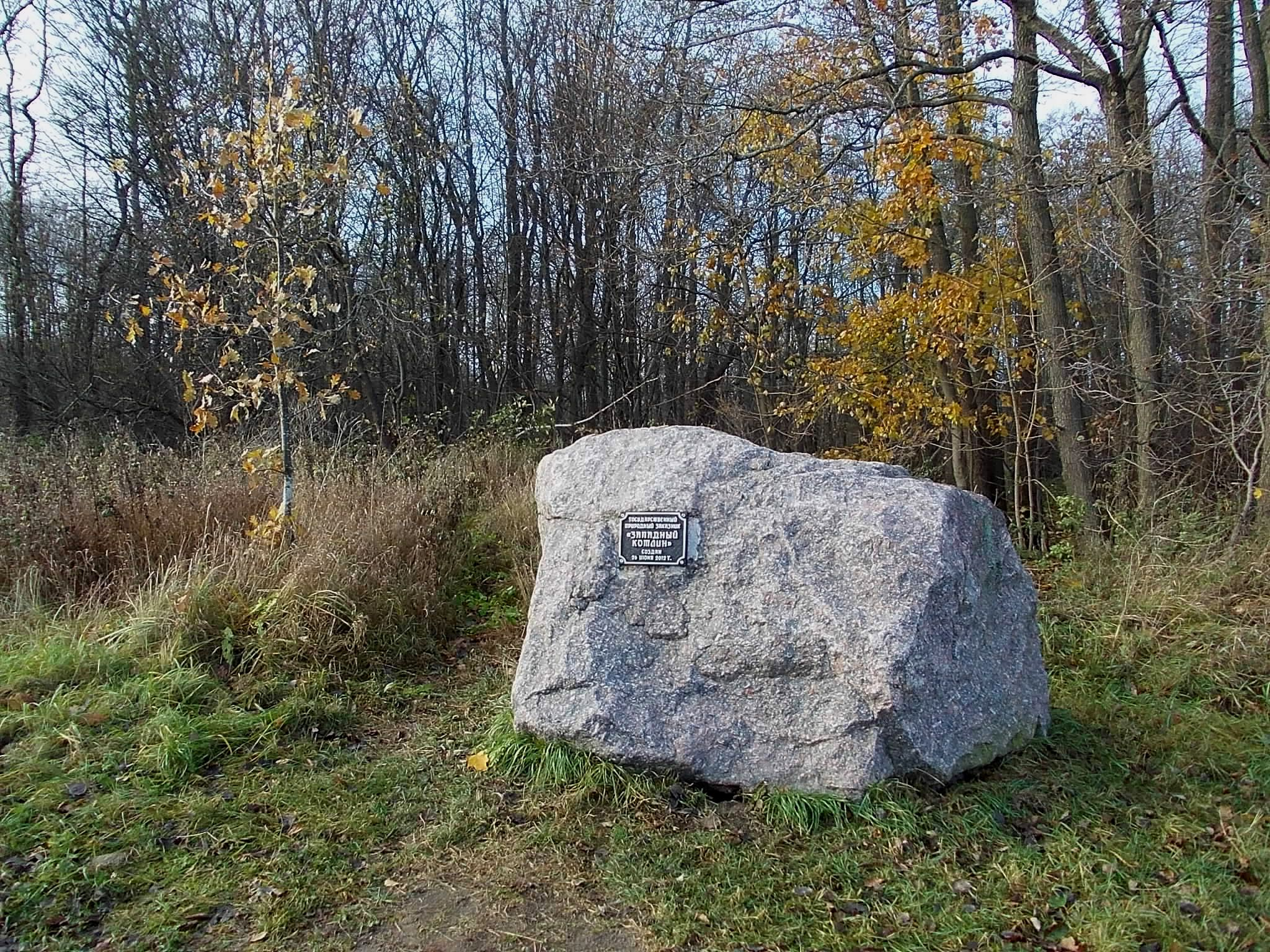
Памятный камень при входе в заказник
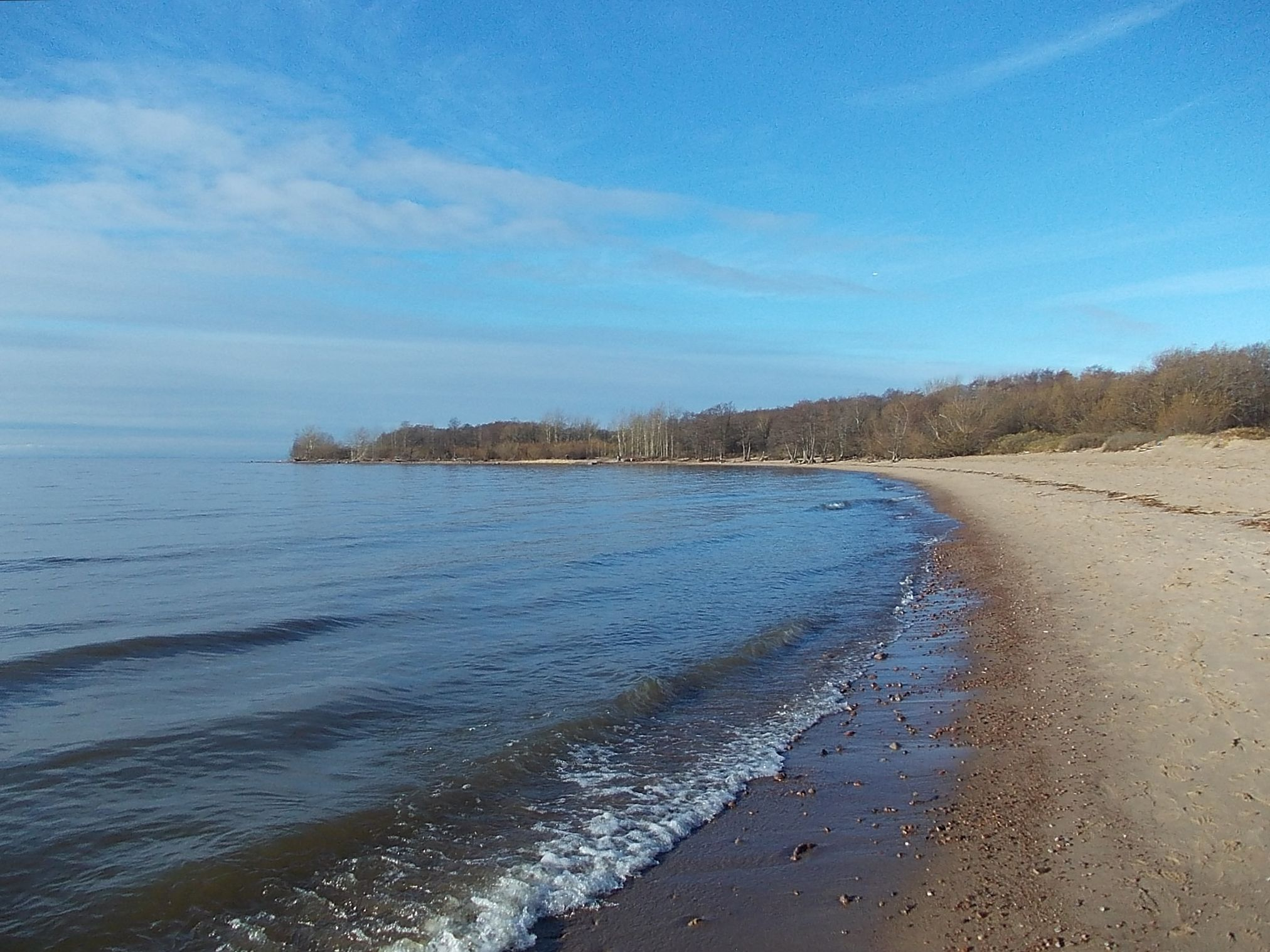
Берег южной части заказника
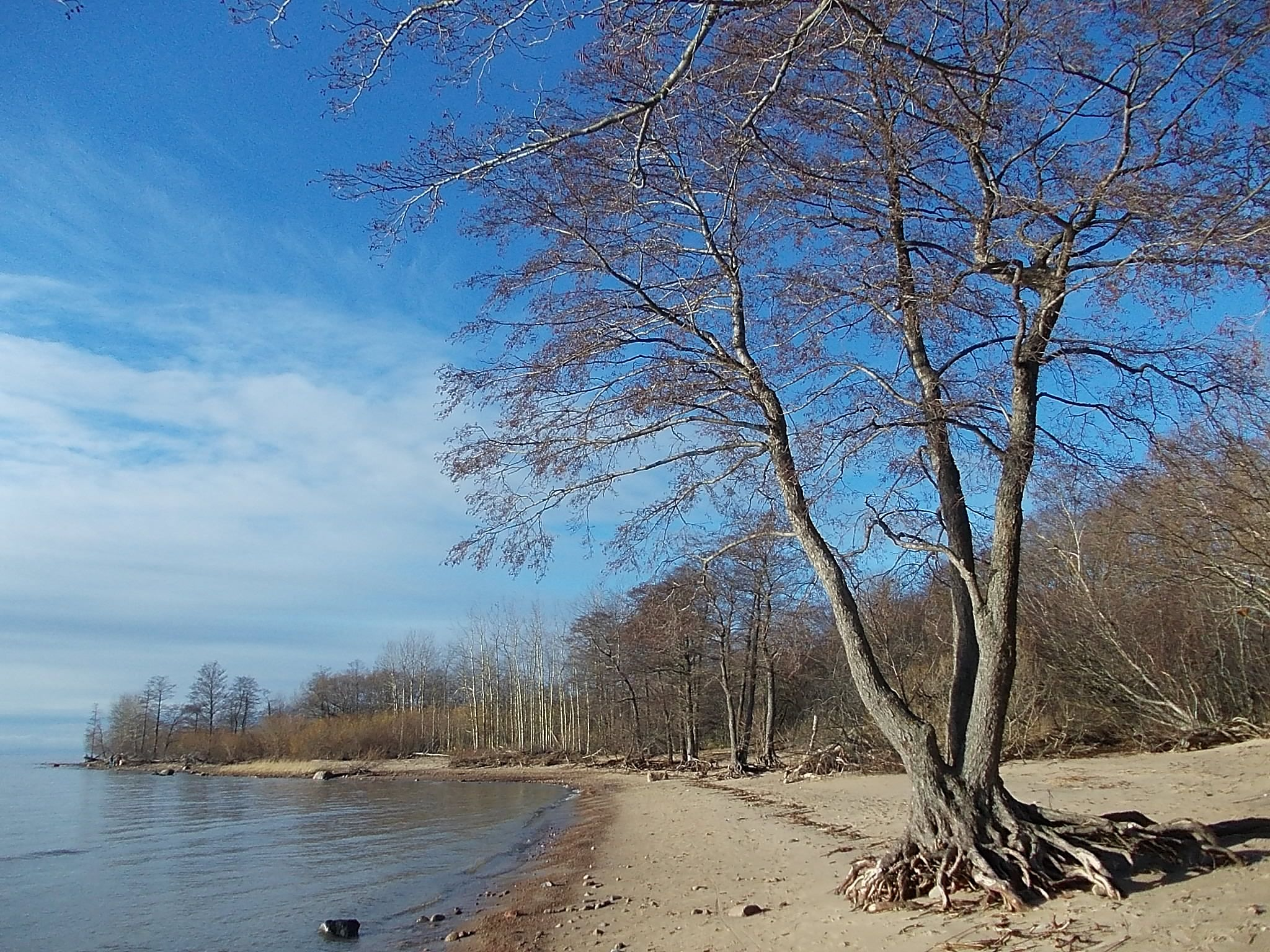
Дерево с подмытыми корнями
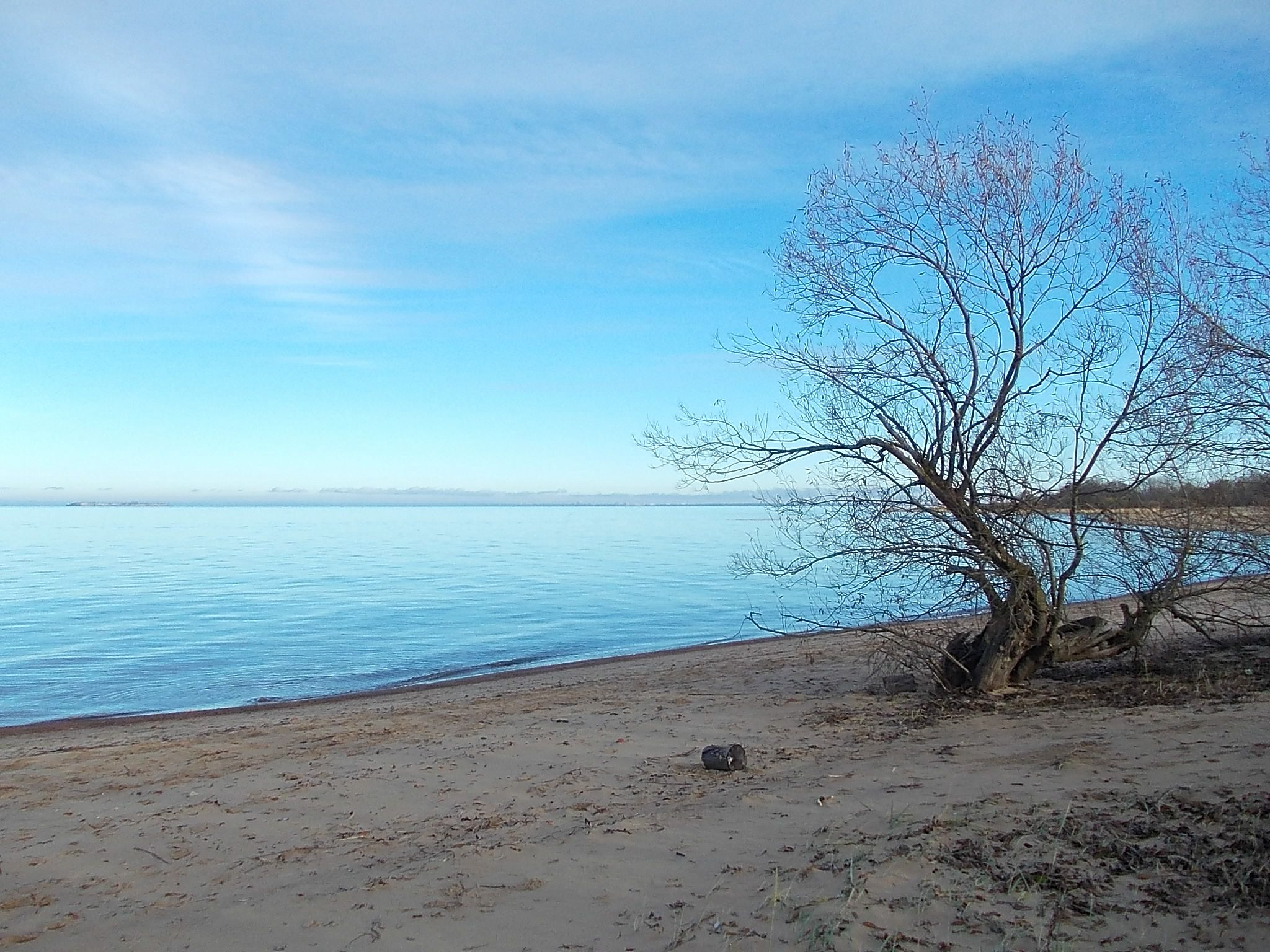
Вид с северного берега заказника
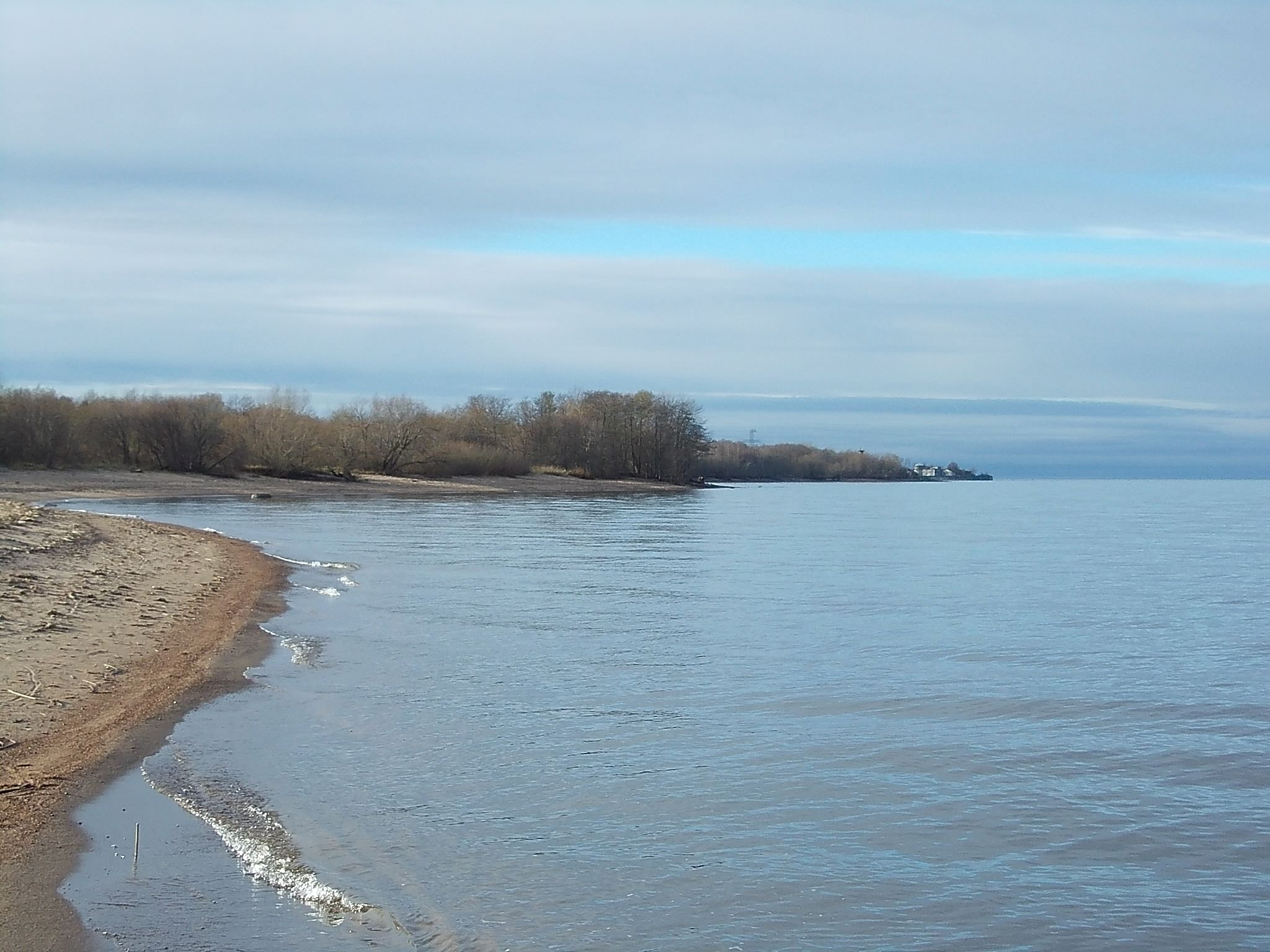
Северное побережье заказника
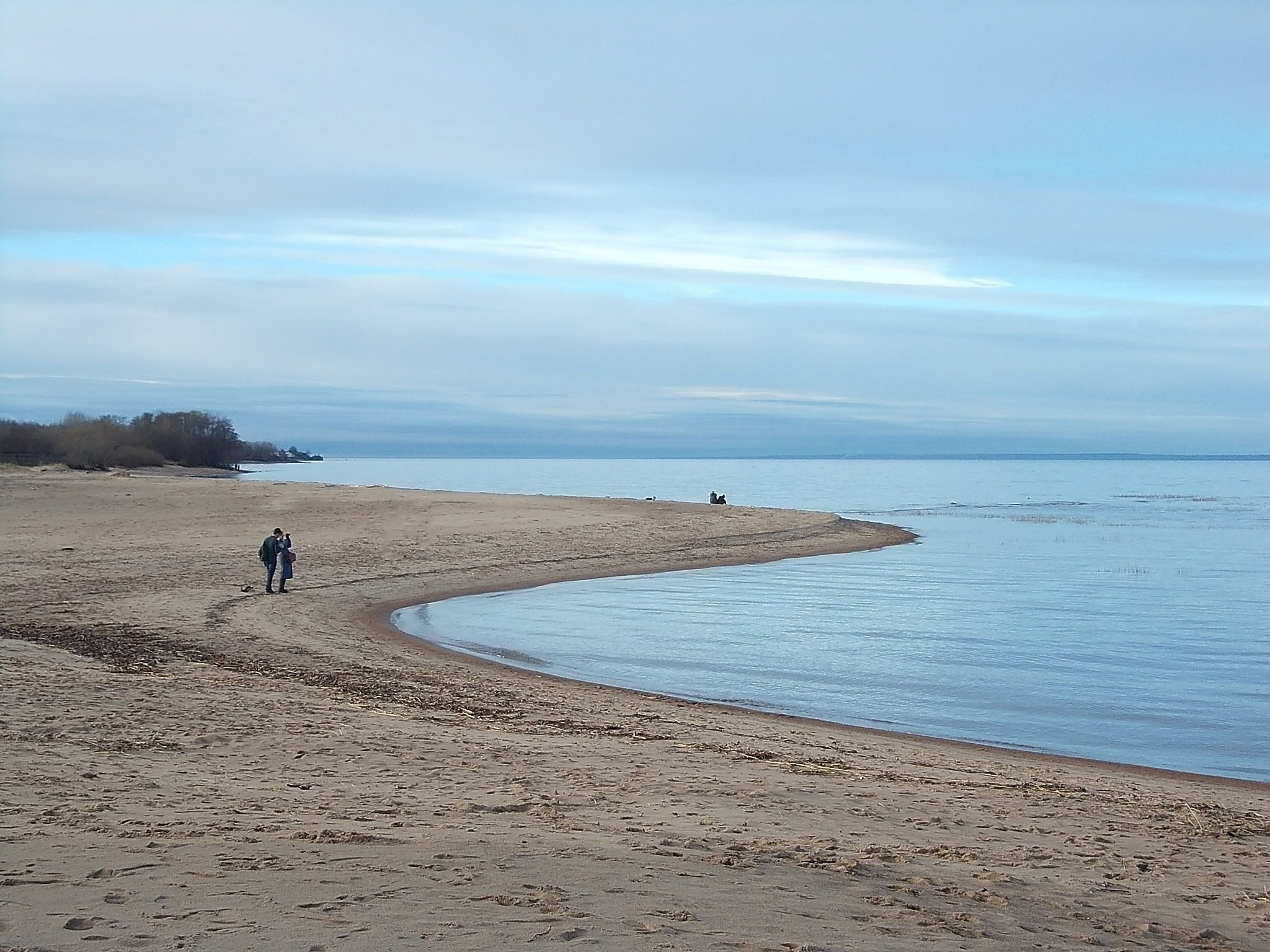
Песчаный пляж на северном берегу
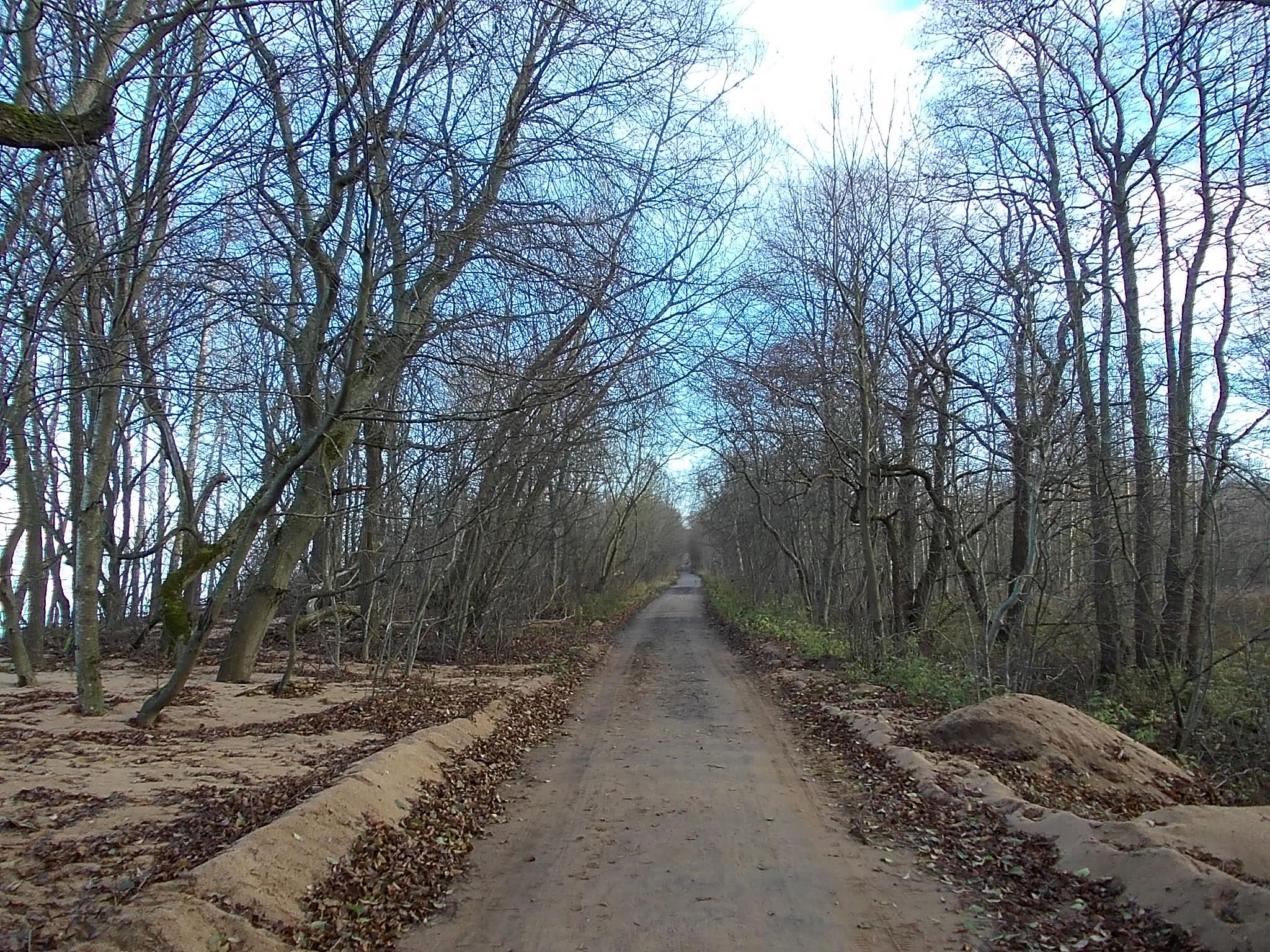
Пешеходная зона Кронштадтского шоссе, проходящая через заказник
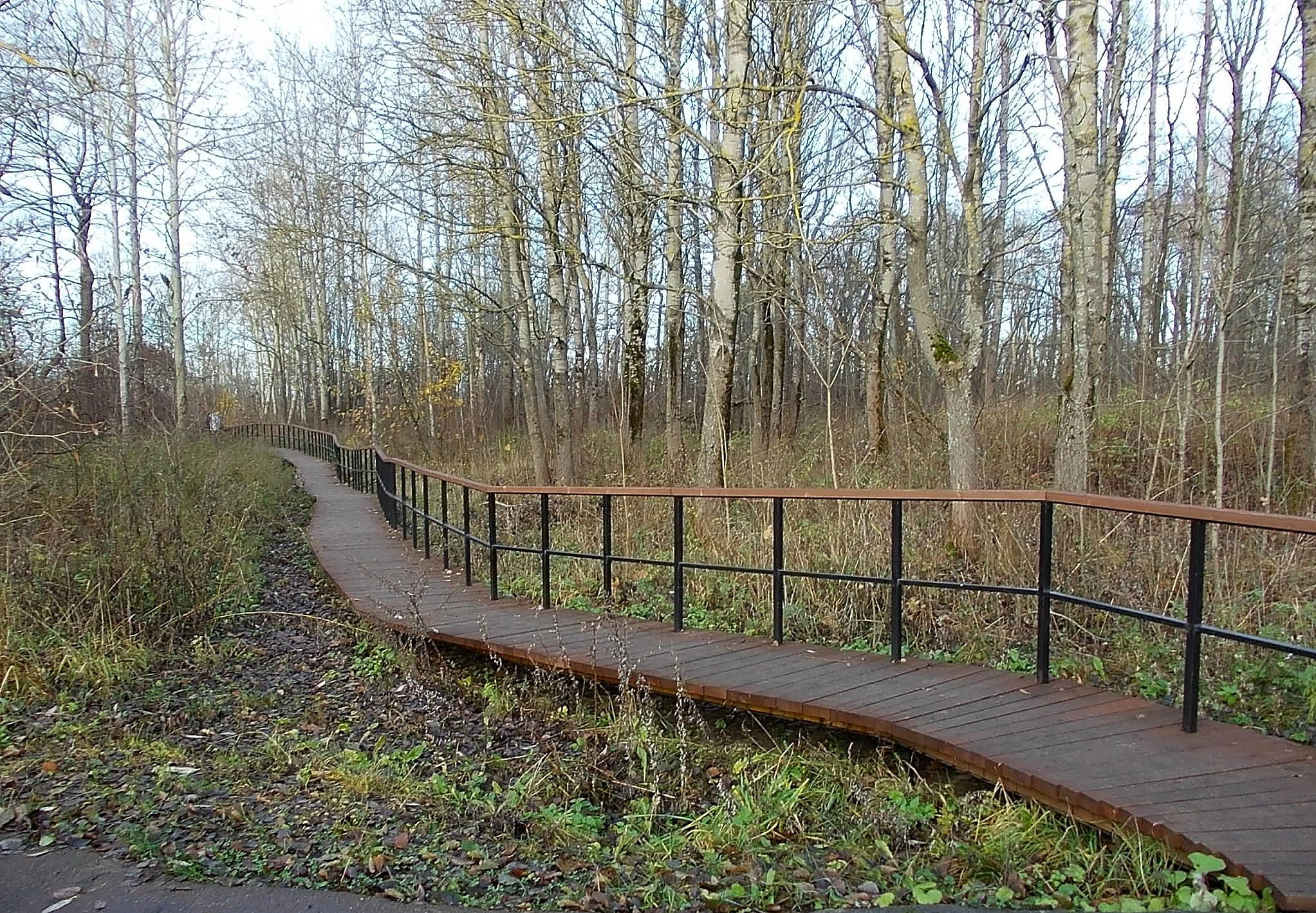
Экологическая тропа